# Louis Chiron
Louis Alexandre Chiron (Monte Carlo, 3 agosto 1899 – Monte Carlo, 22 giugno 1979) è stato un pilota automobilistico monegasco.
Tra i più grandi piloti tra le due guerre mondiali, la sua carriera abbracciò oltre un trentennio, mettendosi in luce già nel 1927 e terminando alla fine degli anni '50. Anche per questo è tuttora il pilota più anziano che abbia mai preso parte a un Gran Premio di Formula 1.
La Bugatti Chiron prende da lui il nome. A lui è stata intitolata anche una parte del circuito di Monte Carlo, quella che porta alla Rascasse, che porta verso il traguardo.

## Carriera

### Gli inizi
Figlio di un maître impiegato in un albergo a Monaco, abitò nel Principato fino allo scoppio della prima guerra mondiale. Tornato nello stato monegasco al termine del conflitto, divenne ballerino professionista. Proprio grazie alla sua abilità attirò le attenzioni di una ricca donna americana che gli permise di disputare alcune corse automobilistiche nel 1925, sua grande passione, sponsorizzandolo. L'anno seguente incontrò Alfred Hoffmann, ricco proprietario di una ditta farmaceutica, che gli mise a disposizione una Bugatti Tipo 35, con cui ottenne la sua prima vittoria. Intanto intraprese una relazione con la moglie di Hoffmann e si unì al team Bugatti ufficiale.

### L'affermazione
Dopo un inizio abbastanza deludente con la sua nuova squadra riuscì ad ottenere diversi successi, imponendosi per la prima volta nel Gran Premio d'Italia del 1928; il principale successo della prima parte di carriera arrivò nel Gran Premio di Francia 1931, valido per il primo campionato europeo di automobilismo; fuori dal campionato, vinse anche a Montecarlo divenendo primo ed unico pilota monegasco a vincere il Gran Premio di Monaco, fino all'affermazione di Charles Leclerc 93 anni dopo.
Nel 1933 decise di unirsi a Rudolf Caracciola fondando la scuderia C.C. Il debutto del neonato team avvenne proprio nella corsa di casa per il pilota monegasco, ma il suo collega tedesco subì un grave incidente. Chiron continuò a correre fino a metà stagione con una vettura privata, prima di accettare l'offerta dell'Alfa Romeo di entrare a far parte della squadra ufficiale. Con la casa milanese ottenne diversi successi (tra cui ancora uno al Gran Premio di Francia nel 1934), fino a quando, nel 1936 decise di passare alla Mercedes. La superiorità della Auto Union era, però, tale che il pilota monegasco preferì concentrarsi nelle gare sport prototipo con la Talbot. In questi stessi anni prese parte più volte alla 24 Ore di Le Mans, con la quale ebbe però un rapporto particolarmente sfortunato: su nove partecipazioni tra il 1928 e il 1953 non arrivò mai al traguardo, con otto ritiri e una squalifica.
Costretto ad interrompere la sua carriera a causa della seconda guerra mondiale, ritornò a correre al termine di questa, imponendosi ai Gran Premi di Francia del 1947 e del 1949 (nel complesso, sono cinque i successi in questa gara, preceduto solo da Michael Schumacher ed Alain Prost).

### Gli ultimi anni
Chiron prese poi parte al primo campionato mondiale di Formula 1, nel 1950, ottenendo il terzo posto al Gran Premio di Monaco. Vinse la sua ultima gara nel 1954, giungendo primo al Rally di Montecarlo e nel 1958 disputò la sua ultima gara in Formula 1, dopodiché divenne direttore di gara del Gran Premio di Monaco fino alla fine degli anni sessanta.
Morì nel 1979 e fu sepolto nel Cimitero di Monaco.

## Risultati

### Risultati in Formula 1
| 1950 | Scuderia | Vettura |     |   |  |   |  |     |     |  |  |  |  | Punti | Pos. |
| ---- | -------- | ------- | --- | - |  | - |  | --- | --- |  |  |  |  | ----- | ---- |
| 1950 | Maserati | 4CLT/48 | Rit | 3 |  | 9 |  | Rit | Rit |  |  |  |  | 4     | 10º  |

| 1951 | Scuderia                              | Vettura                           |   |  |     |   |     |     |     |     |  |  |  | Punti | Pos. |
| ---- | ------------------------------------- | --------------------------------- | - |  | --- | - | --- | --- | --- | --- |  |  |  | ----- | ---- |
| 1951 | Scuderia Enrico Platé e Ecurie Rosier | Maserati 4CLT/48 Talbot-Lago T26C | 7 |  | Rit | 6 | Rit | Rit | Rit | Rit |  |  |  | 0     |      |

| 1953 | Scuderia        | Vettura |  |  |  |  |    |    |  |    |    |  |  | Punti | Pos. |
| ---- | --------------- | ------- |  |  |  |  | -- | -- |  | -- | -- |  |  | ----- | ---- |
| 1953 | Vettura Privata | OSCA 20 |  |  |  |  | 15 | NP |  | NP | 10 |  |  | 0     |      |

| 1955 | Scuderia | Vettura |  |   |  |  |  |  |  |  |  |  |  | Punti | Pos. |
| ---- | -------- | ------- |  | - |  |  |  |  |  |  |  |  |  | ----- | ---- |
| 1955 | Lancia   | D50     |  | 6 |  |  |  |  |  |  |  |  |  | 0     |      |

| 1956 | Scuderia            | Vettura       |  |    |  |  |  |  |  |  |  |  |  | Punti | Pos. |
| ---- | ------------------- | ------------- |  | -- |  |  |  |  |  |  |  |  |  | ----- | ---- |
| 1956 | Scuderia Centro Sud | Maserati 250F |  | NP |  |  |  |  |  |  |  |  |  | 0     |      |

| 1958 | Scuderia     | Vettura       |  |    |  |  |  |  |  |  |  |  |  | Punti | Pos. |
| ---- | ------------ | ------------- |  | -- |  |  |  |  |  |  |  |  |  | ----- | ---- |
| 1958 | André Testut | Maserati 250F |  | NQ |  |  |  |  |  |  |  |  |  | 0     |      |

| Legenda | 1º posto     | 2º posto | 3º posto    | A punti         | Senza punti/Non class.  | Grassetto – Pole position Corsivo – Giro più veloce |
| Legenda | Squalificato | Ritirato | Non partito | Non qualificato | Solo prove/Terzo pilota | Grassetto – Pole position Corsivo – Giro più veloce |

### Risultati alla 24 Ore di Le Mans
| Anno | Classe | N° | Gomme | Vettura                                        | Squadra                         | Co-piloti            | Giri | Pos. Assol. | Pos. di Classe |
| ---- | ------ | -- | ----- | ---------------------------------------------- | ------------------------------- | -------------------- | ---- | ----------- | -------------- |
| 1928 | 5.0    | 22 | D     | Chrysler 72 Chrysler 4.1L S6                   | Grand Garage Saint-Didier Paris | Cyril de Vere        | 6    | DNF         | DNF            |
| 1929 | 8.0    | 4  | D     | Stutz Model M Blackhawk Stutz 5.3L S8          | Charles Terres Weymann          | Édouard Brisson      | 65   | DNF         | DNF            |
| 1931 | 5.0    | 4  | M     | Bugatti Tipo 50S Bugatti 5.0L S8               | Bugatti                         | Achille Varzi        | 24   | DNF         | DNF            |
| 1932 | 3.0    | 15 | D     | Bugatti Tipo 55 Bugatti 2.26L S8               | Guy Bouriat                     | Guy Bouriat          | 23   | DNF         | DNF            |
| 1933 | 3.0    | 15 | E     | Alfa Romeo 8C-2300 LM Alfa Romeo 2.3L S8       | Capt. G.E.T. Eyston             | Franco Cortese       | 177  | DNF         | DNF            |
| 1937 | 5.0    | 21 | D     | Talbot-Lago T150C Talbot 4.0L I6               | Luigi Chinetti                  | Luigi Chinetti       | 7    | DNF         | DNF            |
| 1938 | 5.0    | 1  | D     | Delahaye 145 Delahaye 4.5L V12                 | Ecurie Bleue                    | René Dreyfus         | 21   | DNF         | DNF            |
| 1951 | S 5.0  | 16 | D     | Ferrari 340 America Barchetta Ferrari 4.1L V12 | Luigi Chinetti                  | Pierre Louis-Dreyfus | 29   | DSQ         | DSQ            |
| 1953 | S 8.0  | 31 | P     | Lancia D20 Compressore Lancia 2.7L V6          | Lancia                          | Robert Manzon        | 174  | DNF         | DNF            |

### Risultati nella Mille Miglia
| Anno    | Scuderia       | Costruttore | Vettura                                     | Numero | Categoria | Classe | Co-pilota      | Risultato di classe | Risultato assoluto |
| ------- | -------------- | ----------- | ------------------------------------------- | ------ | --------- | ------ | -------------- | ------------------- | ------------------ |
| 1934    | Ferrari        | Alfa Romeo  | Alfa Romeo 8C 2300 Monza 2.6 Spider Brianza | 46     | Sport     | S 3.0  | Archimede Rosa | 3°                  | 3°                 |
| 1954    | Donald Healey  | BMC         | Austin-Healey 100                           | 547    | Sport     | S +2.0 |                | Rit                 | Rit                |
| 1956    | Pilota privato | OSCA        | Osca S750                                   | 215    | Sport     | S 750  |                | Rit                 | Rit                |
| 1957    | Pilota privato | Citroën     | Citroën DS19                                | 215    | Turismo   | TS 2.0 | André Testut   | 3°                  | 103°               |
| Legenda |                |             |                                             |        |           |        |                |                     |                    |

### Risultati nel Campionato mondiale costruttori
| Anno | Squadra        | Costruttore | Vettura                   | 1     | 2     | 3       | 4   | 5     |
| ---- | -------------- | ----------- | ------------------------- | ----- | ----- | ------- | --- | ----- |
| 1927 | Bugatti        | Bugatti     | Bugatti T37A              | IND   | FRA   | SPA Rit | ITA | GBR 4 |
| 1928 | Pilota privato | Bugatti     | Bugatti T39A              | IND   | ITA 1 |         |     |       |
| 1929 | Pilota privato | Bugatti     | Bugatti T35B              | IND 7 | FRA   | SPA 1   |     |       |
| 1930 | Bugatti        | Bugatti     | Bugatti T35C Bugatti T35B | IND   | BEL 1 | FRA Rit | SPA |       |

### Risultati nel Campionato europeo di automobilismo
| 1931    | Scuderia                   | Vettura                 | ITA | FRA | BEL |     |     |     |     | Punti | Posizione |
| ------- | -------------------------- | ----------------------- | --- | --- | --- | --- | --- | --- | --- | ----- | --------- |
| 1931    | Automobiles Ettore Bugatti | Bugatti T51             | Rit | 1   | Rit |     |     |     |     | 13    | 6º        |
| 1932    | Scuderia                   | Vettura                 | ITA | FRA | GER |     |     |     |     | Punti | Posizione |
| 1932    | Automobiles Ettore Bugatti | Bugatti T54 Bugatti T51 | Rit | 4   | Rit |     |     |     |     | 17    | 5º        |
| 1935    | Scuderia                   | Vettura                 | MON | FRA | BEL | GER | SVI | ITA | SPA | Punti | Posizione |
| 1935    | Scuderia Ferrari           | Alfa Romeo Tipo B/P3    | 5   | Rit | 3   | Rit | Rit |     | Rit | 40    | 10º       |
| 1936    | Scuderia                   | Vettura                 | MON | GER | SVI | ITA |     |     |     | Punti | Posizione |
| 1936    | Daimler-Benz AG            | Mercedes-Benz W25K      | Rit | Rit |     |     |     |     |     | 28    | 18º       |
| Legenda |                            |                         |     |     |     |     |     |     |     |       |           |

N.B. Le gare in grassetto indicano una pole position mentre quelle in corsivo indicano il giro più veloce in gara.

### Risultati nei Gran Premi di automobilismo
| 1933    | Scuderia                   | Vettura                         | MON | FRA | BEL | ITA | SPA |     |
| ------- | -------------------------- | ------------------------------- | --- | --- | --- | --- | --- | --- |
| 1933    | Scuderia CC                | Alfa Romeo Monza                | 4   | Rit | Rit | -   | -   |     |
| 1933    | Scuderia Ferrari           | Alfa Romeo P3                   | -   | -   | -   | Rit | 1   |     |
| 1934    | Scuderia                   | Vettura                         | MON | FRA | GER | BEL | ITA | SPA |
| 1934    | Scuderia Ferrari           | Alfa Romeo P3/Alfa Romeo Tipo B | 2   | 1   | 3   | Rit | 4   | 10  |
| 1946    | Scuderia                   | Vettura                         | FRA | SVI | ITA |     |     |     |
| 1946    | Automobiles Talbot Darracq | Talbot-Lago T26                 | 2   |     |     |     |     |     |
| 1946    | Écurie Autosport           | Maserati 4CL                    | -   |     | 7   |     |     |     |
| 1947    | Scuderia                   | Vettura                         | SVI | BEL | ITA | FRA |     |     |
| 1947    | Scuderia Milano            | Maserati 4CL                    | 13  | -   | -   | -   |     |     |
| 1947    | Ecurie France              | Talbot-Lago MC                  | -   | Rit | -   | 1   |     |     |
| 1947    | Enrico Platé               | Maserati 4CL                    | -   | -   | Rit | -   |     |     |
| 1948    | Scuderia                   | Vettura                         | MON | SVI | FRA | ITA | GBR |     |
| 1948    | Ecurie France              | Talbot-Lago T26C                | 2   | 6   | 9   | Rit | Rit |     |
| 1949    | Scuderia                   | Vettura                         | GBR | BEL | SVI | FRA | ITA |     |
| 1949    | Ecurie France              | Talbot-Lago T26C                | Rit |     |     | 1   |     |     |
| Legenda |                            |                                 |     |     |     |     |     |     |

## Palmarès
- Gran Premio di Roma: 1928
- Gran Premio d'Italia: 1928
- Gran Premio di Germania: 1929
- Gran Premio del Belgio: 1930
- Gran Premio di Monaco: 1931
- Gran Premio di Cecoslovacchia: 1931, 1932, 1933
- Gran Premio di Francia: 1931 (Europeo), 1934, 1937, 1947, 1949
- 24 Ore di Spa: 1933
- Rally di Montecarlo: 1954
- Gran Premio di San Sebastián: 1928, 1929